# Maria Maddalena Baldacci

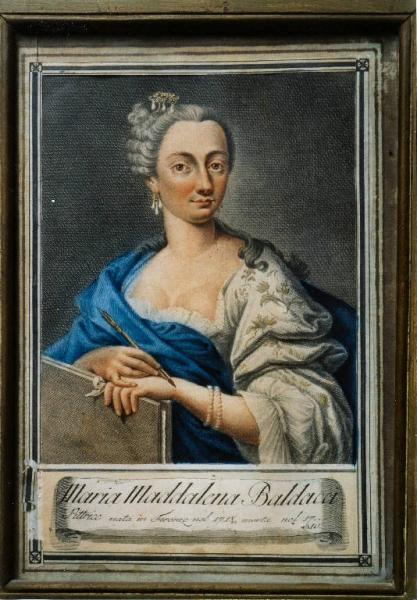
Maria Maddalena Baldacci, incisione di Pietro Antonio Pazzi

Maria Maddalena Baldacci (Firenze, 1718 – Firenze, 1782) è stata una pittrice italiana.

## Biografia
Maria Maddalena Baldacci, nata Gozzi, era figlia di Tommaso e sposò nel 1842 Giuseppe Baldacci. Nota a Firenze come pittrice di ritratti in miniatura, realizzati a pastello o ad acquarello e con tinte tenui, morbide e delicate, le fu chiesto di dipingere quello dell'imperatrice Maria Teresa d'Austria, che aveva sposato il granduca di Toscana Francesco I di Lorena.
Iniziò a studiare alla scuola della pittrice Giovanna Marmocchini Cortesi Fratellini (1666-1731), che era stata dama di compagnia della granduchessa Vittoria della Rovere che l'aveva definita la Rosalba Carriera fiorentina. Maria Maddalena Baldacci passò poi nella bottega del pittore e incisore Giovanni Domenico Campiglia, dove si specializzò in ritratti in miniatura, un genere allora in voga, che imponeva grande precisione nella esecuzione e in cui l'opera delle pittrici era molto apprezzata. Queste miniature in genere non erano firmate e oggi sono di difficile attribuzione.
L'abate Orazio Marrini ricorda Maria Maddalena Baldacci come un'artista prolifica e conosciuta anche alla corte granducale. In merito ad un autoritratto, da lei dipinto nel 1737, ha scritto: «Conservo ancora io il di lei proprio ritratto a pastelli nella mia collezione e ne fò quella distinta stima che merita giustamente questa virtuosa fanciulla.»
L'unica sua opera rimasta è un Autoritratto, olio su tela, oggi conservato presso i Depositi degli Uffizi. Il dipinto proviene dalla collezione dell'abate Antonio Pazzi e venne acquistato dalle Gallerie fiorentine nel 1768. Qui l'artista si rappresenta molto giovane e abbigliata con una ricca veste. Ella tiene in mano gli strumenti della sua professione, matita e cartella da pastellista.

### Autoritrattooriginale eAutoritrattoinciso
Questa incisione, che ritrae Maria Maddalena Baldacci, fa parte della "Raccolta di 324 ritratti di artisti eccellenti", che è stata pubblicata tra il 1790 e il 1796. L'autoritratto originale - pittura ad olio, 73,5x62 cm - si conserva agli Uffizi.
Duecentoventi di questi ritratti a stampa, tutti con effigi di pittori o di scultori, colorati e inquadrati in settecentesche cornici laccate in verde chiaro e lumeggiate in oro zecchino, fanno parte di una collezione che si trova nella Villa Confalonieri, a Merate. Questa immagine, in particolare, deriva dall'autoritratto ed è stata incisa dal pittore e incisore Pietro Antonio Pazzi (1706-1770). Il cartiglio con il nome e le date di Maria Maddalena Baldacci è stato sovrimposto dall'incisore Carlo Lasinio (1759-1838) che colorò anche le stampe, imprimendole una seconda volta con inchiostri di diversi colori, secondo il metodo "à la poupe" e rifinendo alcuni particolari all'acquarello.
Maria Maddalena Baldacci indossa un abito intessuto di fiori, ha le spalle coperte da un morbido scialle blu e tra le mani tiene una cartella chiusa. Impugna un suo attrezzo del mestiereː un pennello sottilissimo che all'estremità opposta si trasforma in penna, con appuntito pennino. Un gioiello con tre perle a goccia le ferma i capelli inanellati, tre perle simili le pendono dall'orecchio e due fili di perle le cingono un polso.